# 1897 Hind
Hind (asteróide 1897) é um asteróide da cintura principal, a 1,9590737 UA. Possui uma excentricidade de 0,1419942 e um período orbital de 1 260,17 dias (3,45 anos).
Hind tem uma velocidade orbital média de 19,71117225 km/s e uma inclinação de 4,05858º.
Esse asteróide foi descoberto em 26 de Outubro de 1971 por Luboš Kohoutek.
O seu nome é uma homenagem ao astrônomo britânico John Russell Hind.